# ГЕС Койна IV
ГЕС Койна ІV – гідроелектростанція в центральній частині Індії у штаті Махараштра. Знаходячись перед ГЕС Койна ІІІ, становить одну зі станцій верхнього ступеня (поряд з ГЕС Койна І, ІІ) у гідровузлі, що використовує деривацію ресурсу з річки Койна, правої притоки Крішни (впадає до Бенгальської затоки на східному узбережжі країни).

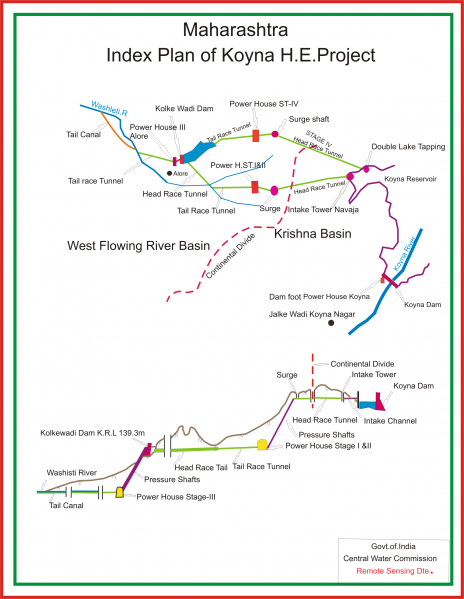
Схема гідровузла Койна

У 1960-х роках на заході Махараштри ввели в експлуатацію дериваційну ГЕС Койна І, ІІ. А в кінці 1990-х вирішили наростити гідроенергетичні потужності шляхом дублювання її схеми, проте з певними корективами у трасах тунелів та місця розташування машинного залу – проект Койна ІV. При цьому незмінними залишались джерело ресурсу та пункт відведення відпрацьованої води.
Задум гідровузла Койна полягає у використанні можливостей, які надаються гірською системою Західних Гатів, що тягнеться уздовж узбережжя Махараштри. Їх похилий східний схил зокрема дренується річками басейну Крішни, котрі в підсумку несуть воду на східне узбережжя країни. Проте одразу за водороздільним хребтом, на західному схилі гір, починається стрімкий уклін в бік розташованого неподалік Аравійського моря. Як наслідок, деривація ресурсу з басейну Крішни всього за кілька кілометрів дозволяє створити великий напір.

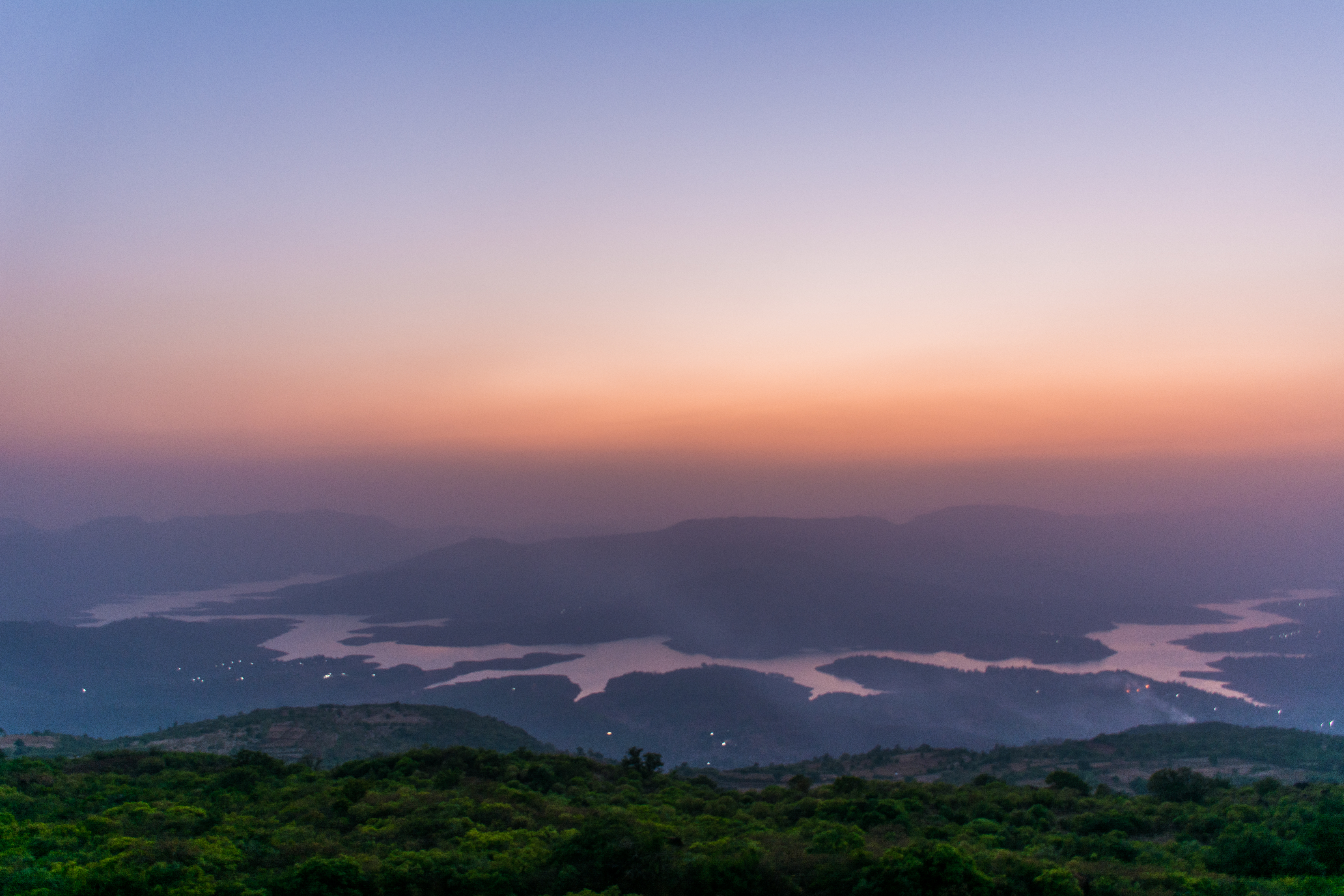
Водосховище на Койні

В 1960-х роках на Койні звели муровану контрфорсну греблю висотою 103 та довжиною 808 метрів, яка потребувала 1,56 млн м3 матеріалу. Вона утримує водосховище, витягнуте більш ніж на п’ятдесят кілометрів по долині Койни, яка у верхів’ї тече з півночі на південь паралельно східному схилу Західних Гатів. Сховище має площу поверхні 115 км2 (при максимальному операційному рівні, у випадку повені його площа може збільшуватись до 120 км2), об’єм 2,8 млрд м3, глибину до 82 метрів та припустиме коливання рівня поверхні в операційному режимі між позначками 610 та 658 НРМ. При греблі працює власна ГЕС Койна потужністю 40 МВт, проте основний гідроенергетичний потенціал пов’язаний з деривацією на захід.

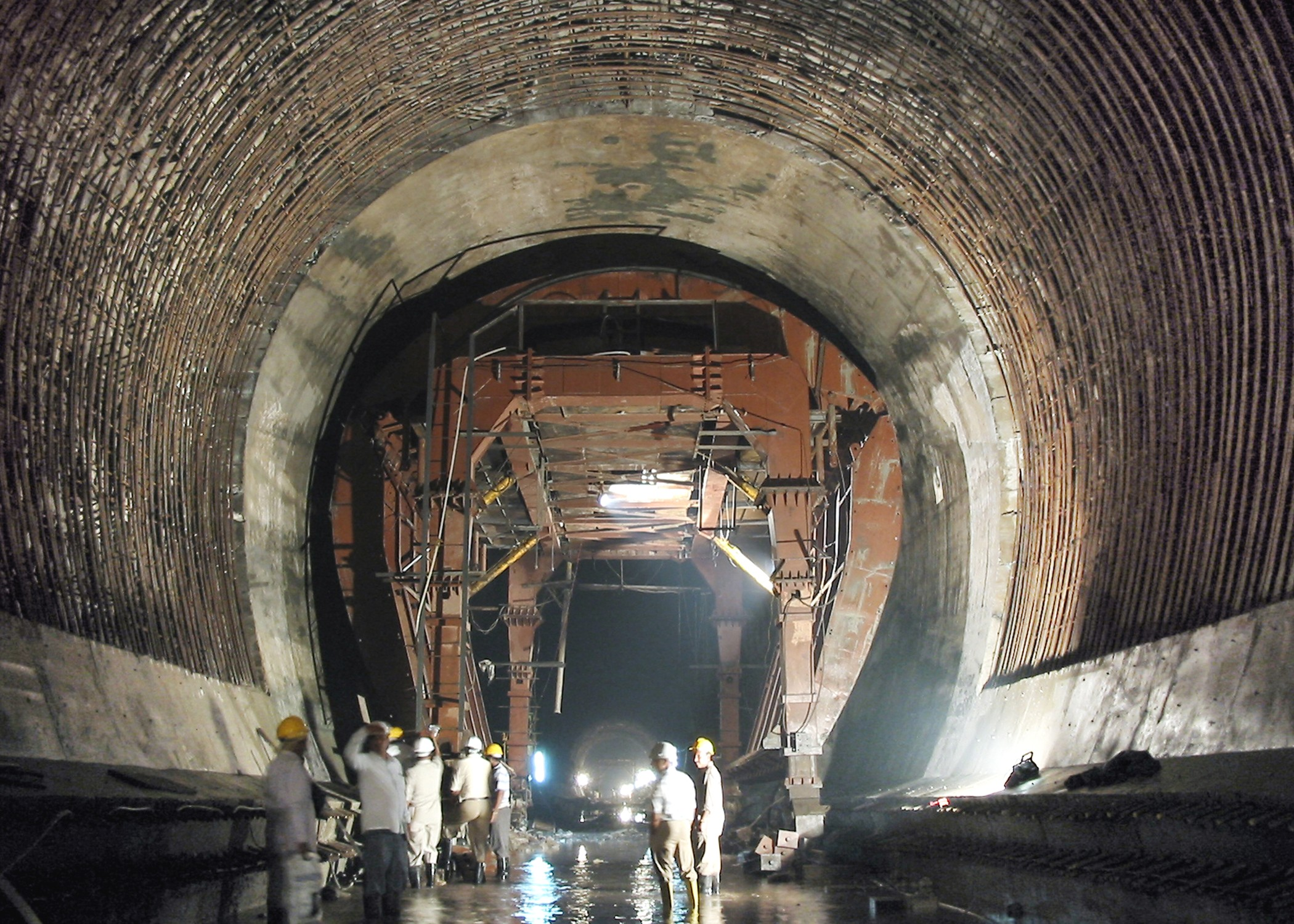
Дериваційний тунель

Якщо для ГЕС Койна І, ІІ забір води зі сховища відбувається за допомогою традиційної вежі, то для Койна IV обрали варіант з перфорацією двох отворів на дні водойми. Через них ресурс потрапляє до головного дериваційного тунелю довжиною 4,3 км з перетином 7х9,5 метра. На завершальному етапі він з’єднаний з балансувальною шахтою висотою 59 метрів та перетином 4х10 метрів, після чого починаються чотири напірні водоводи довжиною 0,6 км зі спадаючим діаметром від 3,9 до 3,75 метра.
У підсумку вода надходить до підземного машинного залу, розташованого за 2 км на північ від аналогічної споруди перших станцій. Доступ до залу здійснюється через тунель довжиною 1 км. Основне обладнання Койна IV складають чотири турбіни типу Френсіс потужністю по 250 МВт, яки при напорі від 475 до 525 метрів забезпечують виробництво 1,4 млрд кВт-год електроенергії на рік.
Відпрацьована вода через відвідний тунель довжиною 1,9 км (за іншими даними – 2,1 км) з перетином 10х10 метрів відводиться до водосховища Колкеваді, створеного в межах проекту ГЕС Койна ІІІ на струмку Балаваді-Налла (права притока Вайтарані, яка в свою чергу є лівою притокою Вашішті, котра впадає в Аравійське море біля Дабхол за 160 км на південь від Мумбаї).
Видача продукції відбувається по ЛЕП, розрахованій на напругу 400 кВ.